# Villandry
Villandry è un comune francese di 1 081 abitanti situato nel dipartimento dell'Indre e Loira nella regione del Centro-Valle della Loira.

## Monumenti
- Castello di Villandry

## Società

### Evoluzione demografica
Abitanti censiti